# László Gerő
László Gerő (Gyulafehérvár, 1928. január 3. – Kolozsvár, 2005. június 23.) erdélyi magyar színész, filmszínész.

## Életpályája
Désen érettségizett, majd kolozsvári Magyar Művészeti Intézetben szerzett diplomát 1950-ben. Már 1948. április 1-jétől tagja lett a kolozsvári magyar színháznak, és az is maradt haláláig, 1992-től örökös tagja. Közben 1952–1954 között tanított is a színművészeti főiskolán, majd 1991-től a Babeș–Bolyai Tudományegyetem színészi tagozatán.
Főleg hősi, lírai szerepeket játszott, de karakterszerepeket is.
1999-ben Seprődi Kiss Attila szerkesztésében portréfilm készült róla a Duna TV-ben.

## Főbb szerepei

### Színpadi szerepei
- Kreón (Szophoklész: Antigoné)
- Szakhmáry Zoltán (Móricz Zsigmond: Úri muri)
- Taláros úr (Kohout: Ilyen nagy szerelem)
- Stanley (Williams: A vágy villamosa)
- Ádám (Madách Imre: Az ember tragédiája)
- Valentinianus (Illyés Gyula: A kegyenc)
- Luther (Sütő András: Egy lócsiszár virágvasárnapja)
- Polonius (Shakespeare: Hamlet)
- Demetriosz (Sütő András: A szúzai menyegző)
- Posket rendőrbíró (A. W. Pinero: A rendőrbíró)
- Bella Gábor zeneszerző (Karinthy Frigyes: Holnap reggel)
- Orvos (Sigmond István: Szerelemeső, 1989)
- Haynau (Jókai Mór: A kőszívű ember fiai)
- Agrippa, Palesztina királya (Székely János: Caligula helytartója)
- Tábornok (Slavomir Mrozek: Rendőrség)
- A száműzött herceg (W. Shakespeare: Ahogy tetszik)
- Mikhál bán (Katona József: Bánk bán)
- A. D. Soloscsapov (N. Erdman: Az öngyilkos)
- Egéus (W. Shakespeare: Szentivánéji álom)
- Kendi Sándor (Márton László: A nagyratörő)
- Id. Berzétey András (Hunyady Sándor: Erdélyi kastély)
- Jegyző úr (Szép Ernő: Patika)
- Gubernátor (Spiró György: Az imposztor)
- Anvar (Székely János: Mórok)
- Vezérigazgató (Füst Milán: Máli néni)
- Geréb apja (Molnár Ferenc: A Pál utcai fiúk)
- Tábornok (W. Gombrowicz: Operett).

### Filmszerepei
- Szép magyar komédia, 1970

## Díjai
- Szentgyörgyi István-díj
- Bánffy Miklós-vándordíj